# Red Velvet (luchadora)
Stephanie M. Cardona (nacida el 3 de junio de 1992) es una luchadora profesional colombo-estadounidense quien actualmente trabaja para All Elite Wrestling (AEW) bajo el nombre de Red Velvet. Es conocida principalmente por su trabajo en Shine Wrestling y en el circuito independiente.

## Carrera

### Circuito independiente (2016-2020)
Velvet comenzó a entrenar en Fighting Evolution Wrestling (FEW) con JB Cool, con sede en Miami, Florida, en 2015. Hizo su debut en el ring, bajo el nombre de Red Velvett, el 24 de marzo de 2016 en un combate individual contra Rebel cayendo derrotada. El 2 de noviembre de 2018, hizo su debut en SHINE contra Avery Taylor, que fue inmovilizada.

### All Elite Wrestling (2020-presente)
El 10 de junio de 2020, Velvet hizo su debut en All Elite Wrestling en AEW Dark, enfrentándose a Allie y Brandi Rhodes en una lucha por equipos, que perdió. El 24 de junio en el episodio de Dynamite, Velvet hizo su debut en Dynamite y se enfrentó a Hikaru Shida, que Velvet perdió por pinfall. El 13 de octubre, Velvet ganó su primer combate en AEW en AEW Dark contra Elayna Black al inmovilizarla. El 9 de diciembre en Dynamite, Jade Cargill atacó a Velvet en el backstage. El 27 de enero de 2021, se anunció que Velvet y Cody Rhodes se enfrentarán a Jade Cargill y Shaquille O'Neal en una lucha por equipos mixtos en Dynamite del 3 de marzo titulado The Crossroads. El equipo de Cody Rhodes y Velvet perdió ante Jade Cargill y Shaquille O'Neal por Jade Cargill ganando vía pinfall.
El 25 de marzo se anunció que Velvet firmó un contrato a tiempo completo con la empresa. El 19 de mayo en Dynamite, Velvet se enfrentó a Serena Deeb por el Campeonato Mundial Femenino de la NWA, que Velvet perdió por sumisión.
El 27 de julio derrota en AEW Dark a Alejandra Lion.

## Vida personal
El 18 de diciembre de 2020, se anunció que Cardona estaba comprometida con su compañero luchador profesional Wes Brisco.